# USS Mitscher (DDG-57)

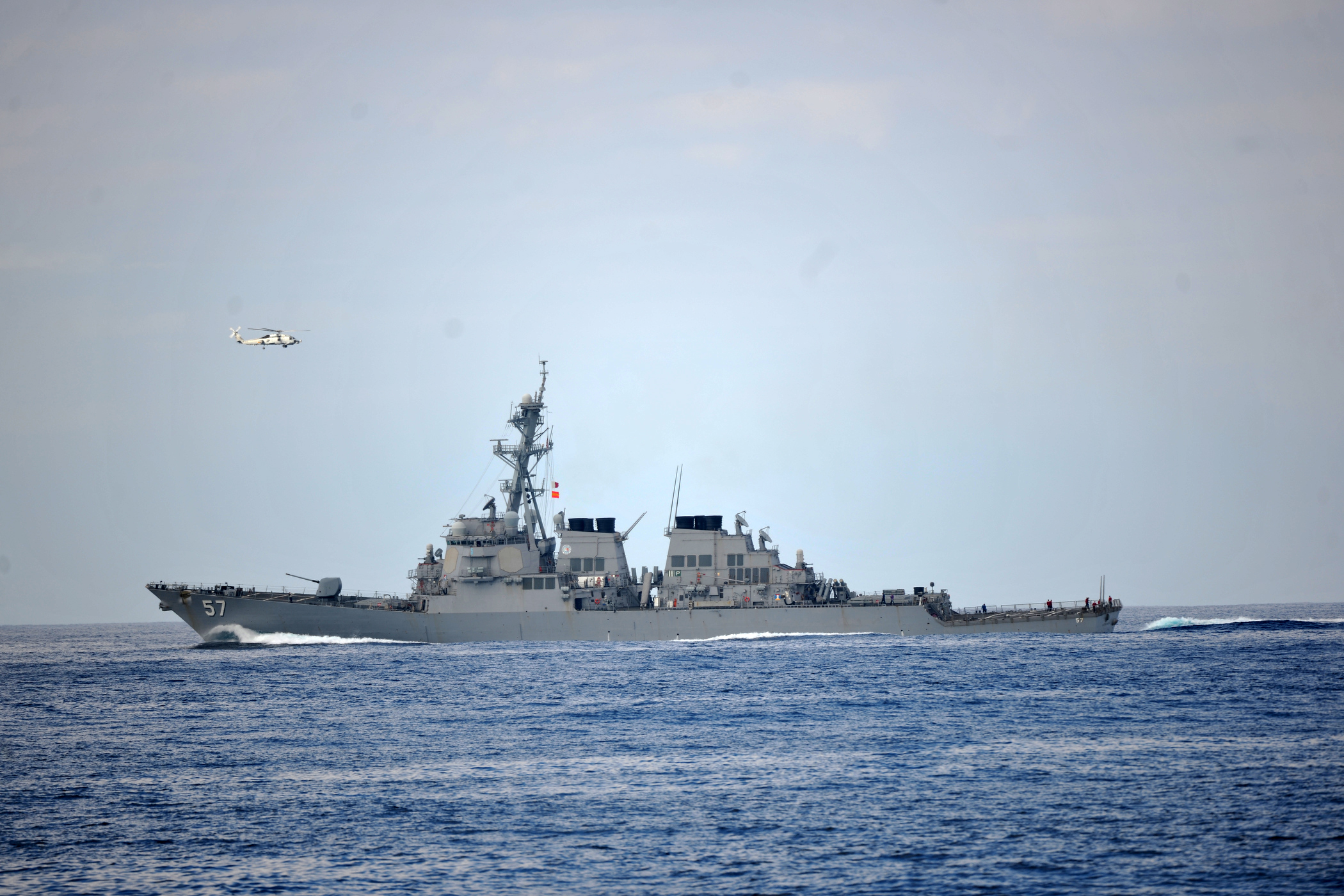
O USS Mitscher em exercício de treinamento.

O USS Mitscher  é um destroyer da classe Arleigh Burke pertencente a Marinha de Guerra dos Estados Unidos. Recebeu este nome em honra ao Almirante Marc A. Mitscher (1887–1947), famoso aviador naval e comandante de uma força-tarefa de porta-aviões durante a Segunda Guerra Mundial.